# Fede
Federico Sáiz Villegas dit Fede (né le 14 octobre 1912 à Molledo (Cantabrie) en Espagne et mort le 24 avril 1989) était un footballeur espagnol.

## Biographie
En international, il joue avec l'équipe d'Espagne pendant la coupe du monde 1934 en Italie.